# 德华银行济南分行旧址
德华银行济南分行旧址位于中国山东省济南市市中区经二纬一路西口、经二路191号，德式建筑，建于1901年，其西对面为德国驻济南领事馆办公楼。

## 历史
该建筑原为胶济铁路总工程师别墅（一说为济南黄河铁路大桥德国工程师的住宅），1904年济南开埠后，各国银行纷纷在商埠区设立分行，其中德华银行为第一家外商银行。1906年，该建筑改为德华银行办公楼，并在这里开行经营。
第一次世界大战期间，中国政府也对德国宣战，德华银行被接管。1922年，中国银行山东分行迁入。中华人民共和国成立后，该楼相继作为济南市人民银行和济南市工商银行的办公用房。今为中国人民银行济南分行营业管理部，以及中华人民共和国国家金库济南市中心支库。

## 建筑
该建筑主体二层，局部三层，二层以上作为坡度陡峻高大的屋顶阁楼层，其中一层为全石砌筑。由于地处道路交叉口，因而在西南角（即经二纬二路的转弯处）设有八边形的塔楼，以适应地段形状和不同方向观赏的视觉要求。主屋面顶部的小望楼和八角形塔楼均为双层变折式屋顶，其高低、大小、位置有所差异，从而形成了丰富多彩的建筑竖向形象。主入口为南向，二层处设圆券式外柱廊，两山墙间的廊子稍为后退，以穿过阁楼层的八边形攒尖望楼作为整个建筑的构图中心。
作为金融建筑，德华银行较为注重选材和建造，建筑质量很高。2008年11月至12月，曾按照“修旧如旧”的原则，对墙体和楼顶进行了一定翻修。